# 北九州市立広徳中学校
北九州市立広徳中学校（きたきゅうしゅうしりつ こうとくちゅうがっこう）は、福岡県北九州市小倉南区にある市立中学校。

## 目標
校訓
誠実・勤勉・創造
学校教育目標
21世紀を心豊かにたくましく生き抜く力を持つ生徒の育成
目指す生徒像
「意欲を持って学び、何事にも真剣に取り組む生徒」
「助け合いや思いやりのできる生徒」
「根気よく最後までやり遂げる生徒」

## 部活動

### 運動部
- 野球部
- バレー部（女子）
- 卓球部（男･女）
- バスケット部（男･女）
- 陸上部（男･女）
- テニス部（男･女）

### 文化部
- 音楽部
- 美術部
- 放送部
- 演劇部
- ボランティア部

## 交通
- 北九州モノレール徳力公団前駅から徒歩12分
- 西鉄バス北九州高野バス停から徒歩5分

## 周辺
- 北九州市立広徳小学校
- UR都市機構徳力団地